# Tigbauan
Tigbauan est une municipalité de la province d'Iloilo, aux Philippines. En 2015, la localité compte 62 706 habitants.